# 링구아프랑카노바

링구아프랑카노바의 기

링구아프랑카노바(Lingua Franca Nova)는 펜실베이니아주의 조지 보레 박사가 만든 국제보조어이다. 프랑스어, 이탈리아어, 포르투갈어, 에스파냐어와 카탈루냐어를 기초로 만들어졌다. 링구아프랑카노바를 Lingua Franca Nova라고 쓰지만 길기 때문에 LFN이라고 더 많이 쓴다.
세상의 여러나라에서 찾을 수 있는 크레올어와 비슷하게 만들었기 때문에 문법이 아주 쉽고, 동사활용 대신에 접미사만 쓴다. 알파벳은 라틴문자 21개, 아니면 키릴문자 21개로 쓸 수 있다. 나머지 5개 문자는 외래어나 고유명사등에만 쓴다.

## 역사
보리 박사가 1965년에 LFN을 처음 만들기 시작했다. 중세 시대에 상인들이 몇백년동안 이용했던 링구아 프랑카의 역사를 알아봤더니 그것과 비슷한 언어를 만들 수 있겠다는 생각이 들어 프랑스어, 이탈리아어, 포르투갈어, 에스파냐어와 카탈루냐어와 비슷하게 만들기로 했다. 다른 로망스어를 쓰지 않은 이유는 서로 지나치게 비슷하거나 (오크어처럼) 다른 언어한테 영향을 지나치게 많이 받았기 때문이다. (루마니아어처럼)
LFN은 1998년에 인터넷에 처음 소개되었다. 2002년에 야후 그룹이 생겼고, 2005년에는 위키위키도 만들어졌다. 현재는 12개 국어로 LFN 교재가 발간되어 있지만, 한국어 교재는 아직 없다. 현재 LFN 야후 그룹에 등록된 회원은 150명이 넘는다.
LFN에는 저작권이 없으며 단어가 약 6000개 이상 있다. LFN의 문법에는 큰 변화가 없겠지만 아직 전문 용어가 만들어지고 있으며, 도와 주고 싶은 사람들이 누구나 새로운 단어를 제안할 수 있다. LFN의 이념은 에스페란토와 이도와 조금 다르다. LFN의 사이트에는 "LFN이 세계의 국제보조어가 되지 않아도 괜찮다, 우리는 모든 국제보조어를 지원한다. LFN이 제일 배우기 쉽고 좋은 언어라고 생각하지만 LFN을 만든 것이 어느 정도 단순히 세계보조어에 대한 인식을 높이기 위한 것이다. LFN의 노력으로 조금이나마 세계보조어의 운동이 일반인에게 알게 되면 그것도 성공이라고 생각할 것이다."라는 말이 쓰여 있다.

## 발음
LFN의 모음 (a, e, i, o, u)는 한국어의 아, 에, 이, 오, 우와 같다. i와 u를 쓰면 야나 와같은 소리도 만들 수 있다. 쌍모음의 ai, au, eu와 oi도 있다.
자음들은 영어와 비슷하지만, 문자와 다르게 발음되는 경우는 없다. c는 영어의 k와 같고, g는 영어의 go와 같으며, j는 불어의 j (그리고 영어의 pleasure), r는 영어의 r보다는 스페인어의 r와 한국어의 리을과 더 비슷하며, x는 영어의 sh와 같다.
이하는 LFN의 로마문자, 키릴문자와 IPA발음이다.

## 예문

### 일상표현들
- Bon dia - 안녕하세요
- Alo - 안녕
- Como es tu? - 잘 지내요?
- Bon, e tu? - 네 잘 지내요, 당신은?
- No mal - 나쁘지 않아요
- Ce es tu nom? - 이름이 뭐예요?
- Me nom es Maria - 내 이름은 마리아에요.
- Tu gusta un tas de cafe? - 커피 한잔 할래요?
- Si, per favore - 예, 부탁합니다.
- Grasias! - 감사합니다!
- Per no cosa - 천만에요.
- Joia! - 건배! (힘내!)
- Tu es vera bela -- 너는 아주 예뻐.
- Pardona? - 실례합니다. 죄송합니다.
- Me ama tu - 나는 너를 사랑해.
- Me debe vade aora - 나는 지금 가야해.
- Asta la ora? - 다음에 볼거죠?
- Adio - 안녕 (헤어질 때)
- Bon sera - 좋은 밤, 안녕하세요
- Bon fortuna - 행운을 빌어, 힘내

### LFN으로 쓰여 있는 LFN의 소개
Lingua Franca Nova
Lingua Franca Nova es desiniada per es un lingua vera simple, coerente, e fasil aprendeda, per comunica internasional. El ave varios cualia bon:
- LFN ave un numero limitada de fonemes. El sona simila a italian o espaniol.
- LFN es scriveda como el sona. No enfante debe pasa multe anios studia nonregulas!
- LFN ave un gramatica vera simple e regula. El es min complicada en esta caso como engles o indonesian.
- LFN ave un grupo limitada e tota regula de afises produinte per crea parolas nova.
- LFN ave regulas de la ordina de parolas bon definada, como multe linguas major.
- LFN ave un lista de parolas fundada en la linguas roman moderne. Esta linguas es comun e influensente, e ia contribui la parte major de parolas engles.
- LFN es desiniada per es asetante natural de parolas tecnical de latina e elenica, la "norma de mundo" per fato.
- LFN es desiniada per aperi plu parte "natural" per los ci comprende la linguas roman, ma no min fasil per otras.

Nos espera ce tu va trova ce esta lingua es interesante!
— 듣기 (도움말·정보)

## 같이 보기
- 링구아 프랑카
- 국제어